# Trivial.Worf
Trivial.Worf je DOS virus otkriven 10. prosinca 2002. Zaražava računala koja rade pod operativnim sustavom Microsoft Windows (Windows 2000, Windows 3.x, Windows 95, Windows 98, Windows Me, Windows NT, Windows XP). 
Virus pretražuje datoteke čiji datotečni nastavak počinje slovom "c", a koje se nalaze u istoj mapi (folder) kao i on. Te datoteke zamjenjuje svojom kopijom.
Kada virus završi inficiranje datoteka, prikažu se poruke:
- -=[ Here is Trivial Virus Worf by Worf[FBi] ]=-
- -=[ Here is mimi virus by mimi/FBi. Enjoy it! ]=-
- -=[ Worf[FBi] is Alive FoReVeR! ]=-
- -=[ Here is Worf virus by Worf/FBi!!! ]=-'